# Język topoiyo
Język topoiyo (topoyo) – język austronezyjski używany w prowincji Celebes Zachodni w Indonezji (kecamatan Topoyo, kabupaten Mamuju Tengah). Według danych z 2001 roku posługuje się nim 450 osób. Jego użytkownicy zamieszkują wsie Tabolang, Salulebo, Topoyo i Salupangkang.
Jego znajomość jest w zaniku, przyczynia się do tego napływ ludności z Jawy i innych zakątków wyspy. Posługują się nim wyłącznie osoby w podeszłym wieku. W użyciu są także języki indonezyjski i mamuju.
Nie wykształcił piśmiennictwa.